# Mannequin de Paris
Pour plus de détails, voir Fiche technique et Distribution.
Mannequin de Paris (It Happened in Paris) est un film britannique réalisé par Robert Wyler et Carol Reed, sorti en 1935.

## Synopsis
Alors qu'il cherche une inspiration artistique à Paris, le fils d'un millionnaire rencontre une jeune mannequin. Il feint d'être pauvre pour garder son amour.

## Fiche technique
- Titre original : It Happened in Paris
- Titre français : Mannequin de Paris
- Réalisation : Robert Wyler et Carol Reed
- Scénario : Katherine Strueby (en) et John Huston, d'après la pièce L'Arpète d'Yves Mirande et Gustave Quinson, créée en mars 1928, qui fut portée à l'écran en 1929 par Émile-Bernard Donatien
- Direction artistique : J. Elder Wills
- Photographie : Robert Martin (en)
- Musique : Monia Liter
- Production : Ray Wyndham
- Société de production : Wyndham Productions
- Société de distribution : Associated British Film Distributors
- Pays de production :  Royaume-Uni
- Langue originale : anglais
- Format : Noir et blanc  — 35 mm — 1,37:1 — son mono
- Genre : Comédie romantique
- Durée : 68 minutes
- Dates de sortie : 
  - Royaume-Uni : 25 juin 1935
  - France : 17 juillet 1936

## Distribution
- John Loder : Paul
- Nancy Burne : Jacqueline
- Edward H. Robins : Knight
- Esme Percy : Pommier
- Lawrence Grossmith : Bernard
- Dorothy Boyd : Patricia
- Jean Gillie : Musette
- Bernard Ansell : Simon
- Paul Sheridan : Baptiste
- Warren Jenkins : Raymond
- Kyrle Bellew : Ernestine
- Margaret Yarde : Marthe